# Gloriosa superba
 (décembre 2019).
Si vous disposez d'ouvrages ou d'articles de référence ou si vous connaissez des sites web de qualité traitant du thème abordé ici, merci de compléter l'article en donnant les références utiles à sa vérifiabilité et en les liant à la section « Notes et références ».
Espèce
La Gloriosa superba est une plante à fleurs de la famille des Colchicacées. Les noms communs incluent : le lis de Malabar, le lis de flamme, le lis grimpant, le lis rampant, le lis de gloire, le lis gloriosa, la griffe de tigre, et le lis de feu.   
La Gloriosa superba est la fleur nationale du Tamil Eelam (Etat revendiqué par les indépendantistes tamouls au Sri Lanka), et est utilisée comme un symbole des Maaveerar (qui signifie "Grand Héros" en tamoul pour désigner les militants tamouls qui ont sacrifié leur vie dans la lutte pour un état tamoul indépendant durant la Guerre civile au Sri Lanka). En cela elle est arborée par la population tamoule, en leur hommage, lors de la journée de commémoration du Maaveerar Naal.   
C'est également la fleur nationale du Zimbabwe (où c'est une plante protégée) et la fleur d'État de l'État du Tamil Nadu en Inde. 

## Répartition, habitat et écologie

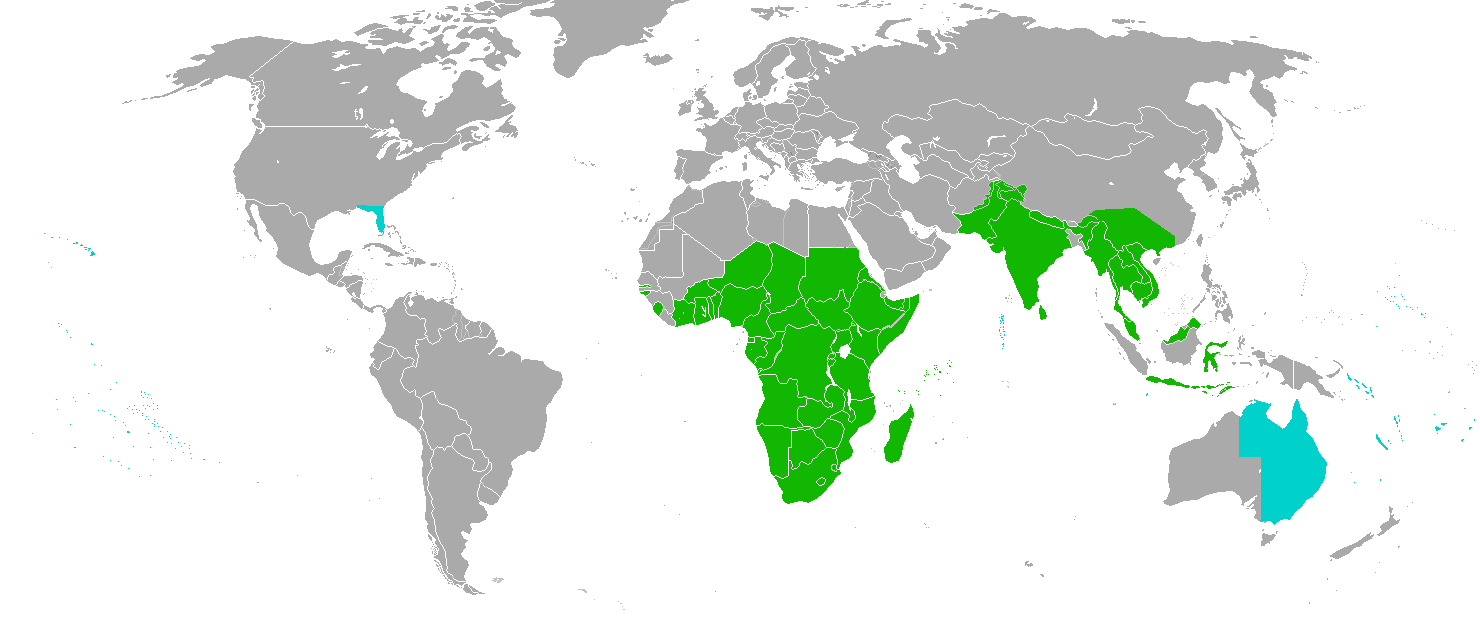

Le lis de Malabar se trouve en Afrique subsaharienne et en Asie du Sud et du Sud-Est ainsi qu'en Australie et en Floride. 
Elle pousse dans de nombreux types d'habitats, notamment les jungles tropicales, les forêts, les fourrés, les bois, les prairies et les dunes de sable. Elle peut pousser dans des sols pauvres en nutriments. Elle peut être trouvée jusqu'à 2 500 mètres d'altitude.
La plante est probablement pollinisée par les papillons et les « sunbirds » (Nectariniidae). 

## Description
Cette espèce est une plante herbacée vivace issue d'un rhizome charnu. C’est une plante grimpante, notamment à l'aide de vrilles qui sont des pointes de feuille modifiée, la tige pouvant atteindre 4 mètres de haut. Les feuilles d'un vert brillant sont principalement disposées alternativement, mais elles peuvent également être opposées. Elles sont en quelque sorte en forme de lance et dotés de vrilles, et elles mesurent de 13 à 20 centimètres de long. La fleur d'une forme très particulière et étrange a six tépales mesurant chacun jusqu'à 5 à 7,6 centimètres de long. Ils sont généralement rouge vif à orange à maturité, parfois avec des bases jaunâtres. Les marges peuvent être assez ondulées. Les six étamines sont également longues, jusqu'à 4 centimètres, et chacune porte une grosse anthère à l'extrémité qui laisse tomber de grandes quantités de pollen jaune. Le style peut mesurer plus de 6 centimètres de long. Une fleur peut peser plus de 2,5 grammes. Le fruit est une capsule allongée ou obovoïde coriace et charnue atteignant 6 à 12 centimètres de long contenant des graines rouge lumineux de la taille d'un petit pois. Les cultivars de cette plante de jardin populaire peuvent différer de ces caractéristiques de type sauvage ; le cultivar 'Lutea' a des tépales entièrement jaunes, 'Citrina' est jaune avec des marques rouges et 'Nana' est une forme naine. Des formes blanchâtres sont également connues.

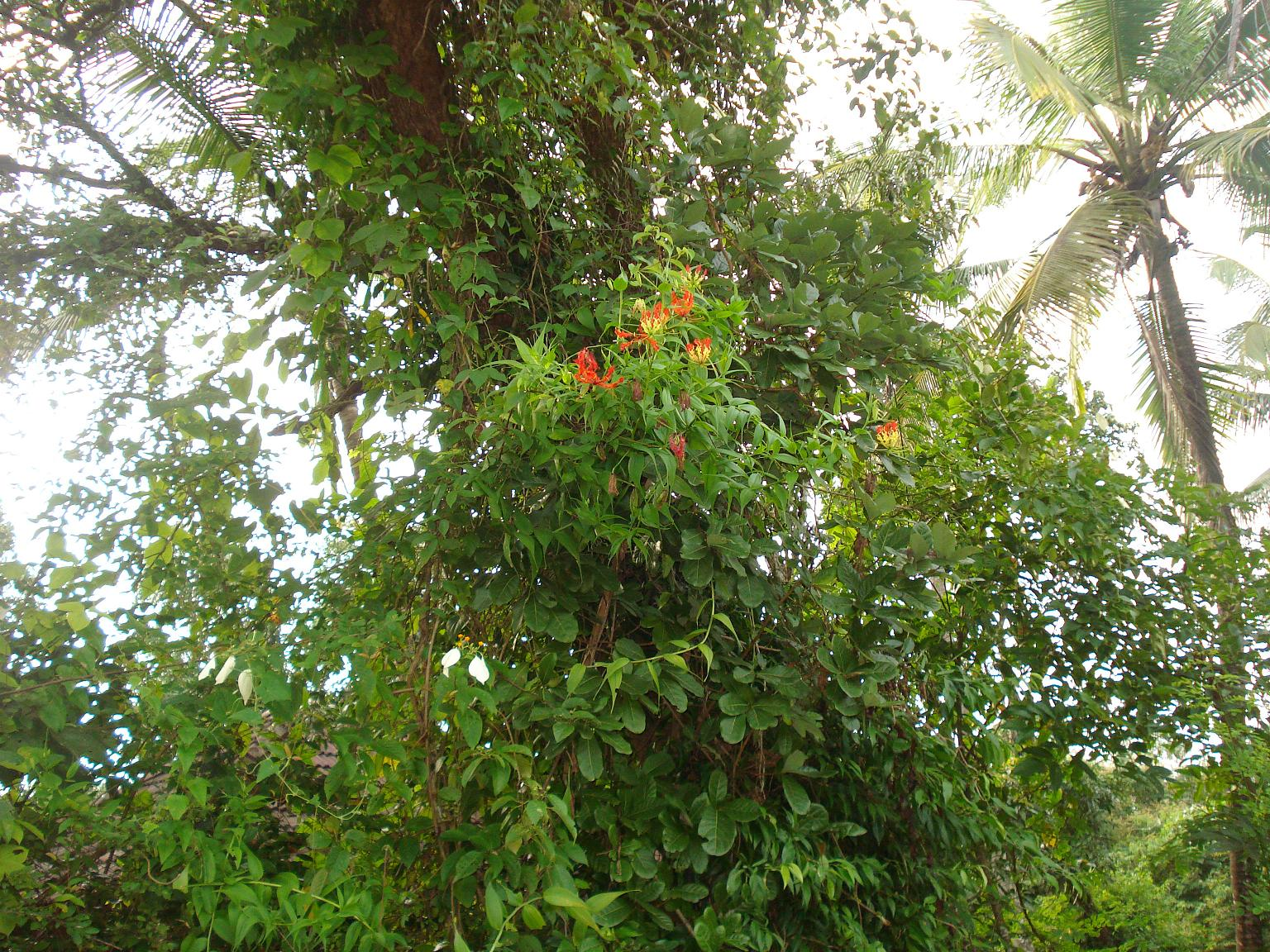
Plante grimpante arbustive.
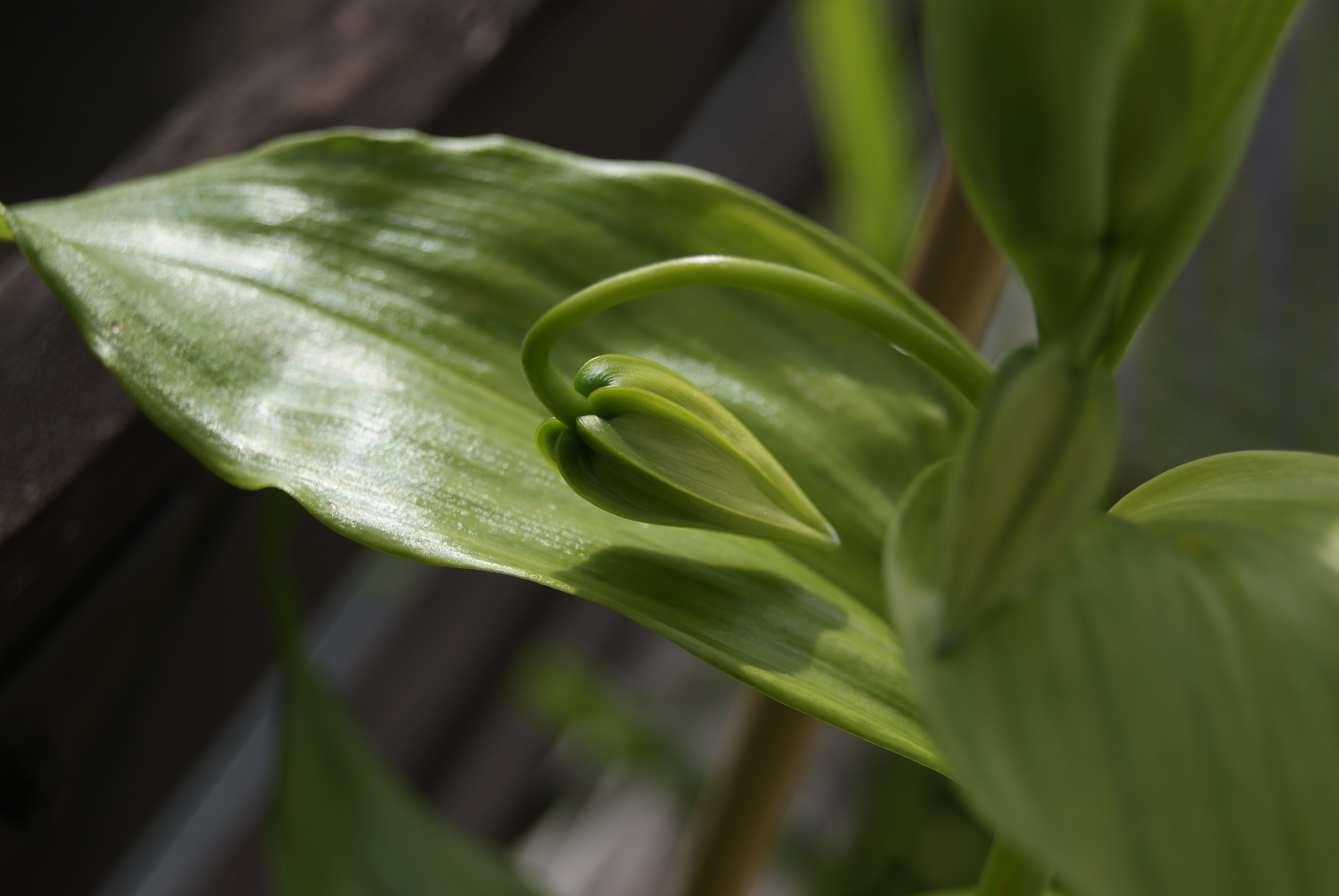
Feuilles.
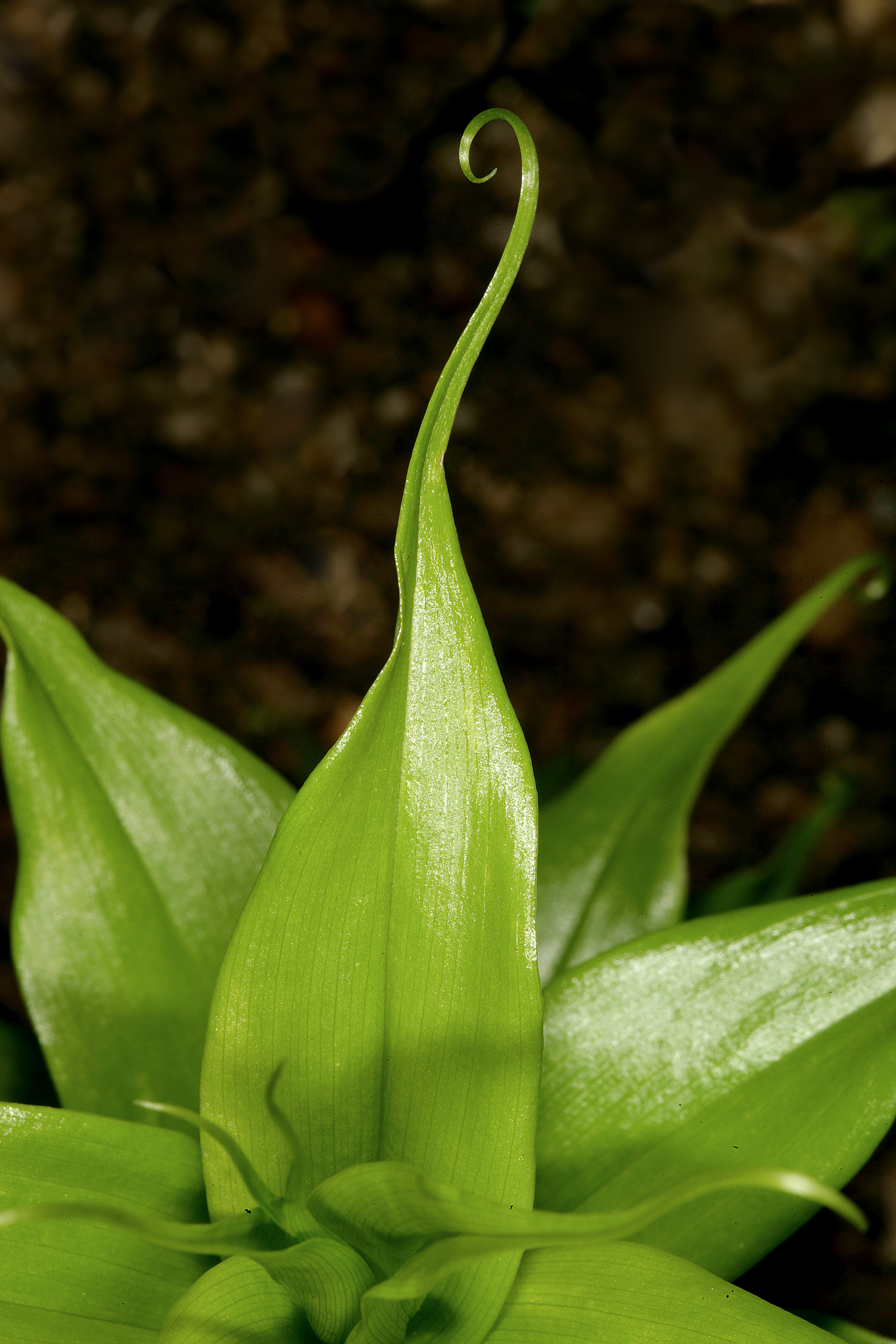
Feuilles.
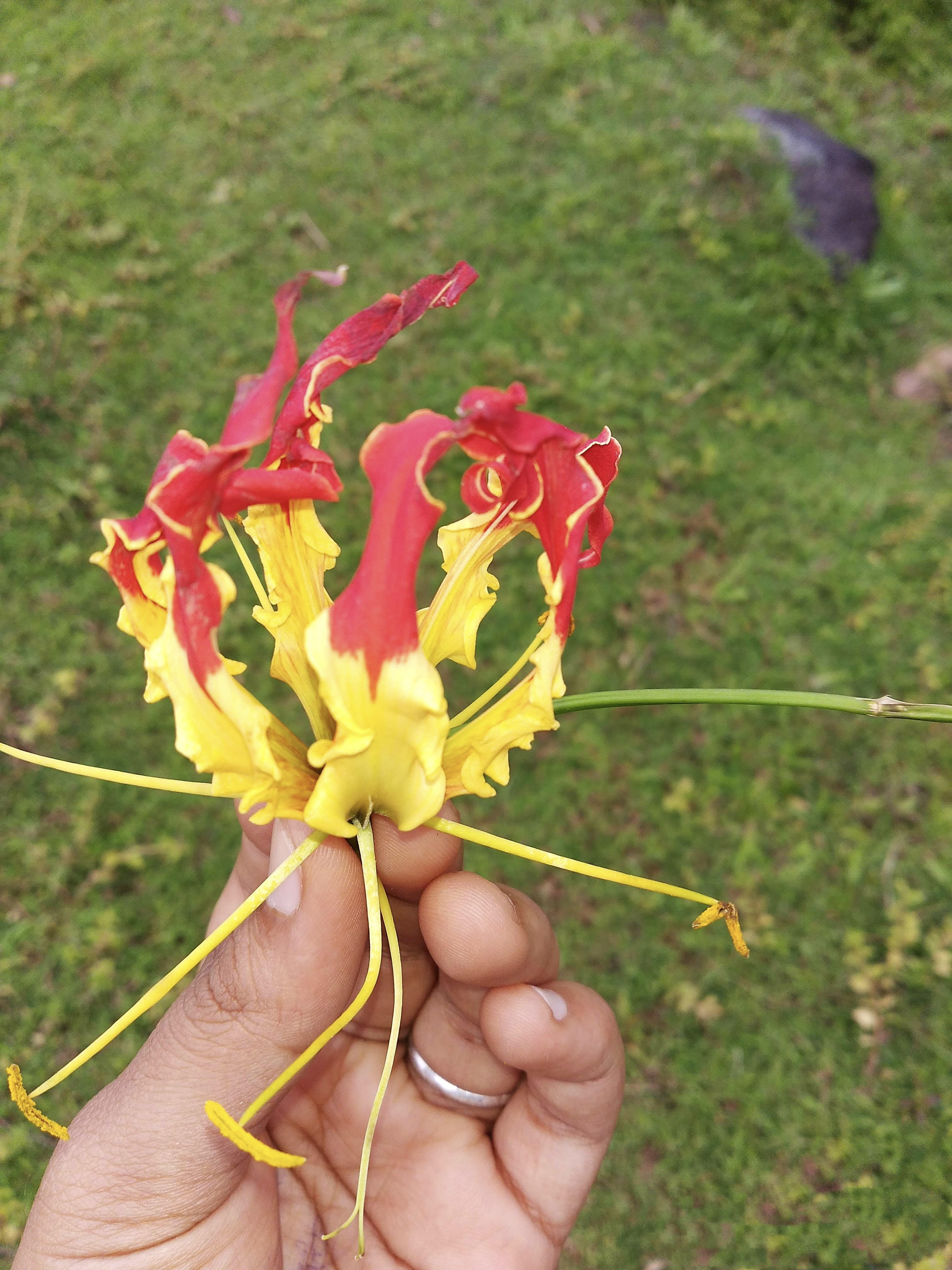
Fleur.
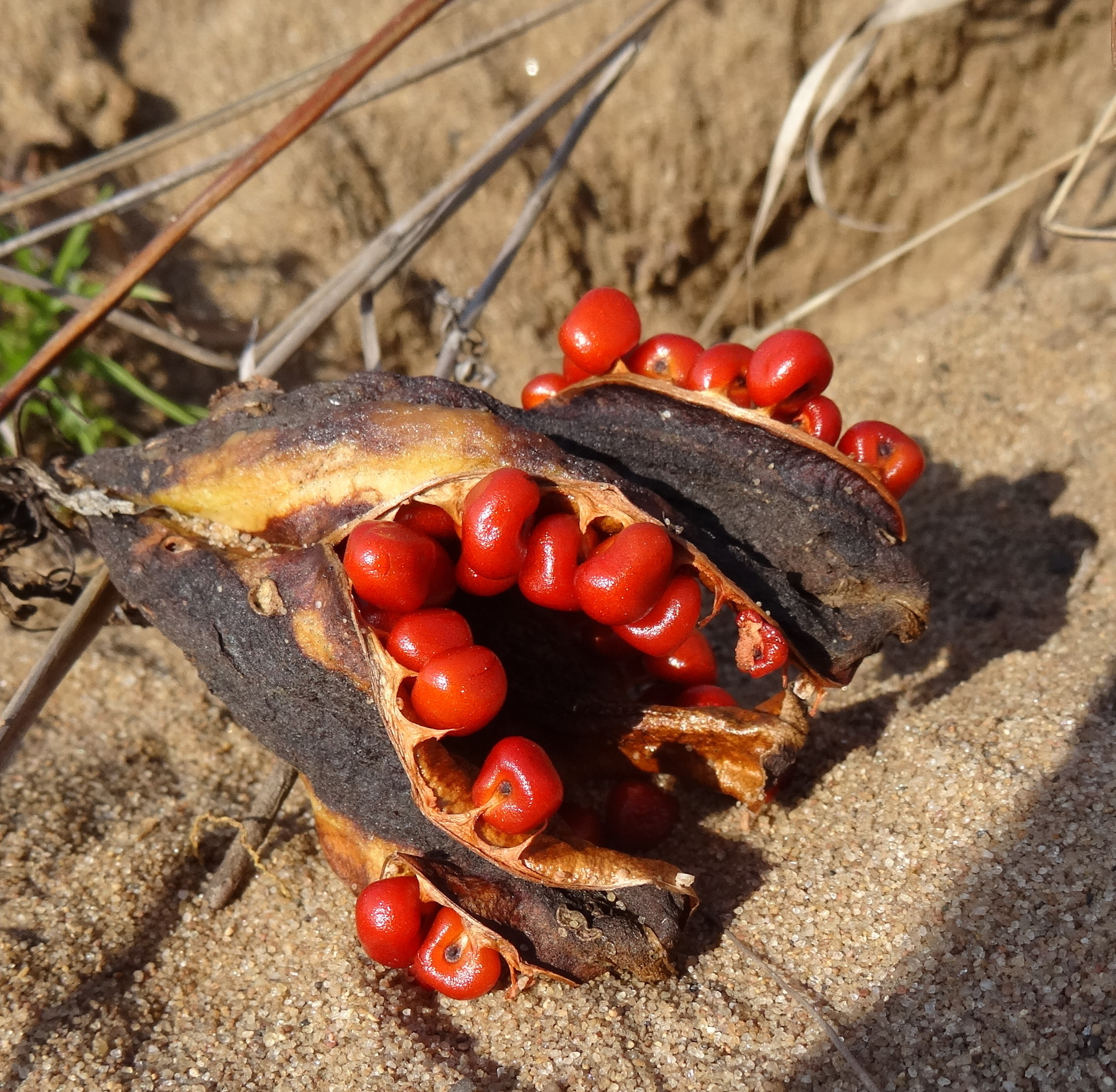
Fruit et graines.
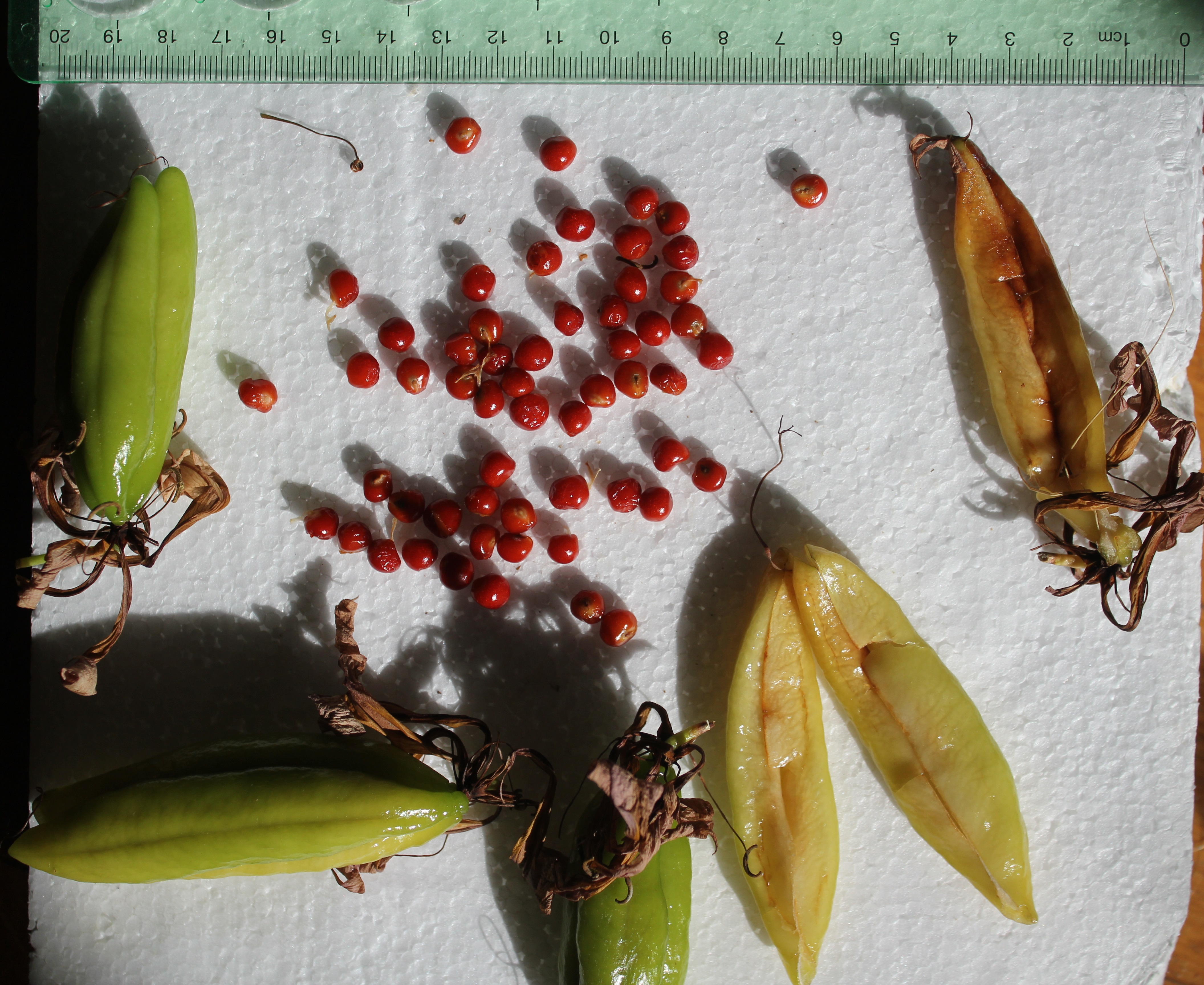
Fruits et graines.

## Toxicité
Cette plante est toxique, suffisamment toxique pour provoquer la mort humaine et animale en cas d'ingestion. Chaque partie de la plante est toxique, en particulier les rhizomes tubéreux. Comme avec d'autres membres des Colchicaceae (en particulier le Colchique d'automne), cette plante contient des niveaux élevés de colchicine, un alcaloïde toxique. Elle contient également la gloriocine alcaloïde. Quelques heures après l'ingestion d'une quantité toxique de matière végétale, une victime peut ressentir des nausées, des vomissements, des engourdissements et des picotements autour de la bouche, des brûlures dans la gorge, des douleurs abdominales et une diarrhée sanglante, ce qui entraîne une déshydratation. À mesure que le syndrome toxique progresse, une rhabdomyolyse, un iléus, une dépression respiratoire, une hypotension, une coagulopathie, une hématurie, une altération de l'état mental, des convulsions, un coma et une polyneuropathie ascendante peuvent survenir. Les effets à plus long terme incluent une desquamation de la peau et des saignements vaginaux prolongés chez la femme. La colchicine est connue pour provoquer une alopécie. Un rapport de cas a décrit une patiente qui a accidentellement mangé les tubercules et a ensuite subi une perte de poils générale, y compris une calvitie complète. Des empoisonnements peuvent se produire lorsque les tubercules sont confondus avec des patates douces ou des ignames et mangés. La plante peut également être dangereuse pour les chats, les chiens, les chevaux et le bétail.

## Utilisations humaines
Cette plante riche en alcaloïdes est utilisée depuis longtemps comme médecine traditionnelle dans de nombreuses cultures. Elle a été utilisée dans le traitement de la goutte, de l'infertilité, des plaies ouvertes, des morsures de serpent, des ulcères, de l'arthrite, du choléra, des coliques, des problèmes rénaux, du typhus, des démangeaisons, de la lèpre, des ecchymoses, des entorses, des hémorroïdes, du cancer, de l'impuissance, « wet dreams », variole, maladies sexuellement transmissibles et nombreux types de parasites internes. C'est un anthelminthique (vermifuge). Elle a été utilisée comme laxatif. La sève est utilisée pour traiter l'acné et les poux de tête. Chez une femme enceinte, cela peut provoquer un avortement,. Dans certaines régions de l'Inde, des extraits du rhizome sont appliqués localement pendant l'accouchement pour réduire les douleurs liées au travail.
D'autres utilisations pour cette plante incluent le poison de flèche au Nigéria et le répulsif de serpent en Inde. Certaines cultures le considèrent comme magique. Les fleurs font même partie de rituels religieux. Cette espèce est la fleur nationale du Zimbabwe,,. En 1947, la reine Elizabeth II a reçu une broche en diamant en forme de cette fleur pour son vingt et unième anniversaire lors d'un voyage en Rhodésie, maintenant appelée Zimbabwe. L'état indien du Tamil Nadu a fait de cette espèce sa fleur d'état. C'est aussi une fleur symbolique pour le mouvement indépendantiste tamoul de l'Eelam tamoul au Sri Lanka, manifestée en tant que telle lors du Maaveerar Nal, une célébration observée par les adhérents du mouvement à la mémoire des militants morts pour la cause. On l'appelle senganthal (செங்காந்தள்) ou kanvali kizhangu (கண்வலிக்கிழங்கு) en tamoul.

## Conservation et invasion
En général, cette plante est commune à l'état sauvage. Elle est très demandée à des fins médicinales. Elle est donc cultivée dans des fermes en Inde, mais la plupart des matières végétales vendues dans le commerce pharmaceutique proviennent de populations sauvages. C'est une des raisons de son déclin dans certaines parties de son aire de répartition d'origine. Au Sri Lanka, elle est devenue rare, et en Orissa, on pense qu'elle est en voie d'extinction. En revanche, elle a été introduite en dehors de son aire de répartition d'origine et est devenue une mauvaise herbe qui peut être envahissante. En Australie, par exemple, on la trouve maintenant de plus en plus dans les zones côtières du Queensland et de la Nouvelle-Galles du Sud. Elle est également citée comme espèce envahissante aux Îles Cook, en Polynésie française, à Kiribati et à Singapour.

## En culture
Cette plante peut se multiplier par reproduction sexuelle via ses organes reproducteurs de sa fleur qui donne un fruit ou par reproduction asexuée qui est assurée par cassure du rhizome. Les problèmes rencontrés pour la culture de cette plante sont : une pollinisation inadéquate, des maladies fongiques et la pourriture des tubercules, et les ravageurs de cultures sont : des papillons de nuit Polytela gloriosa et Chrysodeixis chalcites. C'est aussi une culture qui se propage lentement ; chaque tubercule fendu ne produit qu'une seule plante supplémentaire en un an. Le fruit et le rhizome sont récoltés. Les fruits sont séchés et fendus, et les graines sont enlevées et séchées. Les graines et les rhizomes sont vendus entiers, sous forme de poudre ou d'extraits d'huile.